# زيلم
زلم (نوردراين وستفالن) (بالألمانية: Selm) هي بلدة ألمانية تقع في ألمانيا في أونا (ألمانيا). يقدر عدد سكانها بـ 27,189 نسمة .

## المدن التوأمة
مدن Walincourt-Selvigny وWorkington هي مدن توأمة لـزلم (نوردراين وستفالن).